# Shrewsbury (Massachusetts)
Shrewsbury es un pueblo ubicado en el condado de Worcester en el estado estadounidense de Massachusetts. En el Censo de 2010 tenía una población de 35.608 habitantes y una densidad poblacional de 632,14 personas por km².

## Geografía
Shrewsbury se encuentra ubicado en las coordenadas 42°17′5″N 71°42′51″O / 42.28472, -71.71417. Según la Oficina del Censo de los Estados Unidos, Shrewsbury tiene una superficie total de 56.33 km², de la cual 53.69 km² corresponden a tierra firme y (4.69%) 2.64 km² es agua.

## Demografía
Según el censo de 2010, había 35.608 personas residiendo en Shrewsbury. La densidad de población era de 632,14 hab./km². De los 35.608 habitantes, Shrewsbury estaba compuesto por el 79.16% blancos, el 2.11% eran afroamericanos, el 0.09% eran amerindios, el 15.31% eran asiáticos, el 0.01% eran isleños del Pacífico, el 1.51% eran de otras razas y el 1.8% pertenecían a dos o más razas. Del total de la población el 2.7% eran hispanos o latinos de cualquier raza.